# Leprus
Leprus es un género de saltamontes de la subfamilia Oedipodinae, familia Acrididae, asignado a la tribu Hippiscini. Este género se distribuye en el suroeste de Estados Unidos y México. De hábitat variado, arenoso, pedregoso o pastizales, bosques abiertos o desiertos.

## Especies
Las siguientes especies pertenecen al género Leprus:
- Leprus elephas (Saussure, 1861)
- Leprus intermedius Saussure, 1884
- Leprus wheelerii (Thomas, 1875)